# کالیبر ۳۳۸ وینچستر مگنوم
کالیبر ۳۳۸ وینچستر مگنوم (انگلیسی: .338 Winchester Magnum) یا کالیبر ۶۳٫۵×۸٫۶ میلی‌متر (انگلیسی: 8.6×63.5mm) یک فشنگ تسمه دار، بدون لبه و دارای گلوگاه است که توسط شرکت اسلحه‌سازی وینچستر در سال ۱۹۵۸ معرفی شد. کالیبر ۳۳۸ وینچستر مگنوم، اولین انتخاب در میان راهنمایان حرفه‌ای خرس قهوه‌ای (مخصوصاً خرس گریزلی) در آلاسکا است تا از افرادی که مورد حمله خرس‌ها قرار می‌گیرند و به یک کالیبر بازدارنده قدرتمند نیاز دارند، پشتیبانی کند.